# 番茄伪曲顶病毒属
番茄伪曲顶病毒属（学名：Topocuvirus ）是双子病毒科下的一个属。

## 下属物种
本属包括以下物种：
- 番茄伪曲顶病毒 Tomato pseudo-curly top virus